# 授業崩壊
授業崩壊（じゅぎょうほうかい）は、1990年代の後半から頻繁に小中学校の現場を語る際に使われるようになった言葉である。

## 概説
それまでも1970年代から、「荒れる教室」、「荒れている学校」といった表現はあったが、それは校内暴力やいじめなど目に見えるかたちで校内や教室に秩序が失われた状態をいっていたが、授業崩壊は授業中の私語や注意の散漫から始まって、勝手に授業中に席を離れて歩き回ったり、出て行ったり、それによって授業が妨げられたり、授業に生徒を集中させる求心力が失われてしまう現象をいう。
あるいは、ちょっとした刺激やかかわり方で、いきなり泣き叫んだり、パニックになったりという生徒もあり、そうした中でADHDの子どもが好き勝手に動き回ったりするのが皮切りになっているという意見もあるが、そういった子がいない教室でもこうした現象は見られ、全国の小中学校の3割程度にはこうした問題が起こっており、また、教員でこうしたことの収拾ができなくて自信を失ったり、うつ病を発症して退職したりといったケースも多々あるとマスコミでは報道されている。

## 対策
複数の教員で対応する、保護者の協力を要請する、授業は一人で行うが監視要員（非番の教員）を配置する等がある。監視カメラの設置も求められるが、「人権派」の人々の反対によって公立学校ではよほどの問題がない限り難しい。
一番簡単な対策は該当児童を自主退学させることだが、現代日本の公立小中でこの手段は当然取れないうえ、当該児童を排除した上での受け皿が無い限り、解決とはいえない。

## 大学崩壊
授業崩壊を大学に転用した派生語として、「大学崩壊」がある。その意味するところは大学全入時代を迎えたことにより一部の大学では事実上大学受験に合格することによって大学への入学者の学力ならびに「学びたい大学」の大学受験に合格するために受験勉強をがんばるという努力や耐性があまり要求されなくなったことにより大学生の学力低下にとどまらず、大学が研究教育機関として機能しなくなり、経営危機を迎えることを指す。学生数が減少することに伴って生じる経営悪化、その結果としての教員数の削減、学生確保のための広報業務を教員に過剰に負担させることにより多忙になる教員の研究業績低下、経費削減の対象としての研究費の支給削減、その結果起こる優秀な教員の流出、教育レベル低下による在学生の退学者増加、定員割れに伴う公的補助金の支給停止、イメージ悪化によるさらなる学生減少、といった負のスパイラルに陥った大学が経営破綻に陥ることを指す。
1991年から大学設置基準が大幅に緩和され、また大学設置基準が大綱化されるに至った。それにより新設大学が増え学生が分散化する一方で、都市部の有名大学が学部を新設し学生の囲い込みをいっそう強化した。その結果、都市部の総合大学に代表される「強い」大学と、地方の単科大学や短期大学に代表される「弱い」大学の二極化が進んでいる。
少子化の流れの中、青少年の大学進学者数が今後低下がることが予想される状況での設置基準の緩和は大学の存続を市場原理に委ねることで、日本のいくつかの大学が自然淘汰された。「地方」や「単科」といった単に条件の不利な大学ばかりが淘汰されることのないよう、文科省は研究機関として優秀な大学を支援するCOEや教育に努力する大学を選定する教育GP、研究教育機関として最低水準の条件を満たした大学を認定する大学認証評価などの施策をすでに進めている。しかし、大学が学生募集を停止することにより崩壊すると、学生募集が停止された大学に所属する研究者の雇用問題に直結することが問題である。